# Arnaud Balijon
Arnaud Balijon, né le 17 juin 1983 à Reims, est un footballeur français. Il évoluait au poste de gardien de but. Il a annoncé sa retraite sportive le 1er mars 2025, il était sans contrat depuis la fin de son aventure avec Dunkerque.
Il est le deuxième gardien le plus capé de l'histoire du Stade lavallois.

## Biographie

### Enfance et formation
Arnaud Michel Roger « Baba » Balijon nait à Reims d'un père informaticien originaire du Pas-de-Calais, et d'une mère d'ascendance franco-italienne. Ses arrière-grands-parents maternels sont nés en Vénétie, avant de s'installer dans le Nord-Est de la France au début du XXe siècle. Il est âgé de sept ans quand ses parents déménagent à Lille pour des raisons professionnelles. Il grandit à Lille mais déclare avoir « le cœur lensois », son grand-père, ancien mineur, l'ayant souvent emmené au Stade Bollaert lorsqu'il était enfant.
Le jeune Arnaud suit un cursus « classique » en démarrant dans les meilleurs clubs de la région Nord-Pas-de-Calais et en participant à tous les rassemblements de la Ligue. Il porte les couleurs de l'Iris Club Lambersart où son père est longtemps dirigeant, occupant notamment la fonction de trésorier. Initialement défenseur latéral droit, il commence dans les cages en 1992 en remplaçant un camarade en difficulté lors d'un match.

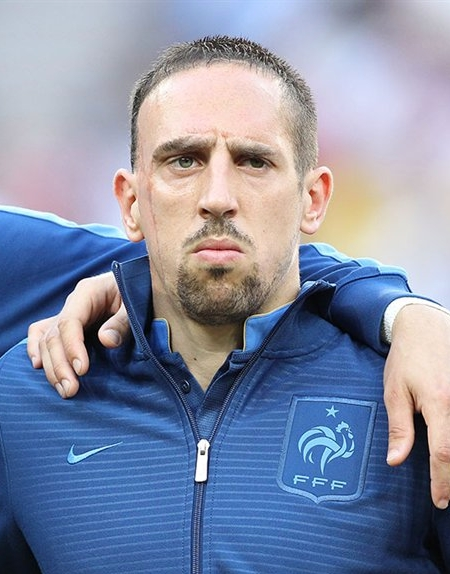
Arnaud Balijon côtoie Franck Ribéry au LOSC.

Repéré par Lille et Lens, il fait le choix de la proximité et rejoint à 13 ans le centre de formation du LOSC Lille, où il côtoie notamment Franck Ribéry. Pratiquant le violon, il est admis la même année au conservatoire de Lille mais choisit d'intégrer le pôle espoirs de Liévin, qu'il fréquente comme pensionnaire deux saisons en parallèle de son club, pour lequel il joue le week-end. En 1998, il est le gardien de la sélection régionale des moins de 14 ans du Nord-Pas-de-Calais, qui termine 4ème de la Coupe Nationale des Ligues. À cette occasion il découvre Clairefontaine et participe en juin à un stage de détection avec l'équipe de France des moins de 15 ans. En 1999 il participe en tant que remplaçant au parcours de son club jusqu'à la demi-finale de la Coupe Gambardella. En 2000, aux côtés de Matt Moussilou, Stéphane Dumont et José Saez, il est dans le groupe qui dispute la finale de la Coupe Gambardella au Stade de France,. Pour la première fois, il fait face aux sollicitations médiatiques. Supervisé par Rennes et Châteauroux, celui qui vient d'obtenir son baccalauréat quitte Lille sur un coup de tête. À l'époque, il est pourtant surclassé mais le LOSC offre peu de possibilités aux jeunes et lui refuse un contrat. Il pense avoir trouvé fortune à Metz, mais recalé en Lorraine c'est dans sa ville natale de Reims qu'il rebondira finalement : « pendant mes vacances chez ma tante, j'ai fait un test à Reims et ça a marché ».

### Débuts au Stade de Reims (2002-2006)

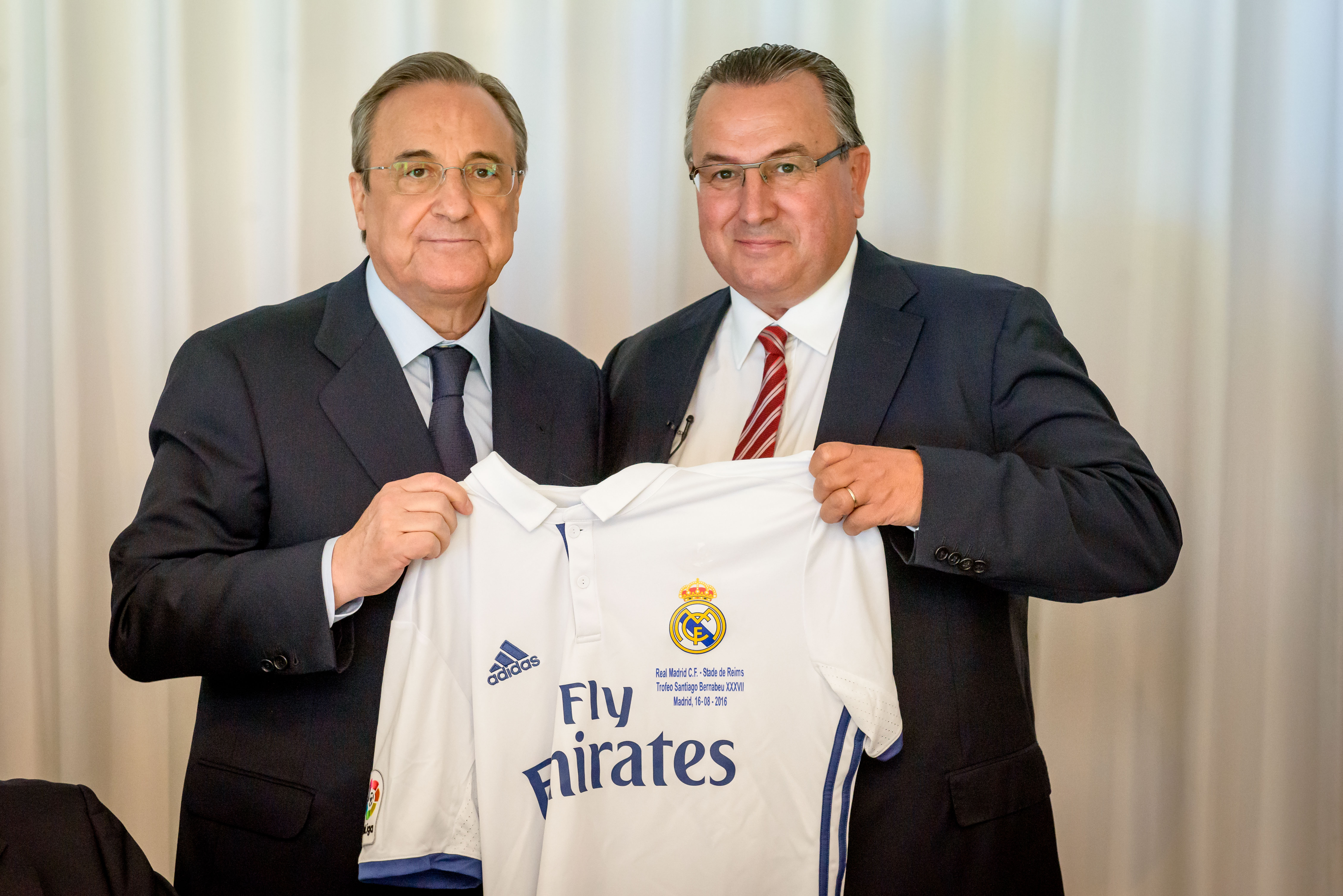
Jean-Pierre Caillot offre à Balijon son premier contrat pro en 2003.

C'est sous les couleurs du Stade de Reims qu'il passe professionnel. Après une saison en 17 ans Nationaux, il intègre en 2001 le groupe de National comme troisième gardien et joue six mois en DHR avec l'équipe C. « Ça forge le moral », dira-t-il de cette période. À la suite de la blessure du gardien titulaire Olivier Tingry, l'entraîneur Marc Collat le préfère au deuxième gardien Hubert Charpentier, et lui offre un baptême du feu le 23 février 2002. Balijon garde la confiance de son entraîneur jusqu'à la fin de la saison, disputant une douzaine de matches et devenant vice-champion de National. En contact avec Auxerre et Troyes, il préfère rester au Stade de Reims qui lui propose un contrat stagiaire de deux ans. Il est numéro 2 lors de la saison 2002-2003 en Ligue 2. À la suite de la descente en National, Jean-Pierre Caillot lui témoigne sa confiance lors de l'entretien de fin de saison et il se voit propulsé titulaire à l'été 2003, signant au passage son premier contrat pro. Auteur d'une saison pleine, il permet au club de remporter remporte le Championnat de National en 2004 et d'accéder en Ligue 2.
En octobre 2004, resté titulaire en Ligue 2, il voit la qualité de ses prestations récompensée par deux présélections en équipe de France espoirs. Il retourne sur le banc à mi-saison et Olivier Tingry retrouve sa place.
Lors de la saison 2005-2006, Balijon est la doublure de Laurent Weber. Le 9 mai 2006, à l'occasion de l'inauguration du Stade Alfredo-Di-Stéfano, il participe à un match amical contre le Real Madrid, remake du clasico continental de la fin des années 50 et de la première finale de la Coupe d'Europe des clubs champions disputée à Paris en 1956. Tous les Galactiques du Real sont présents et notamment Zidane pour une de ses dernières apparitions avec le maillot blanc. Arnaud Balijon entre à la mi-temps et encaisse trois buts (une volée de Jurado suivie d'un doublé de Soldado), dans un match que les madrilènes emporteront par 6 buts à 1.

### Leader de vestiaire au Stade lavallois (2006-2013)

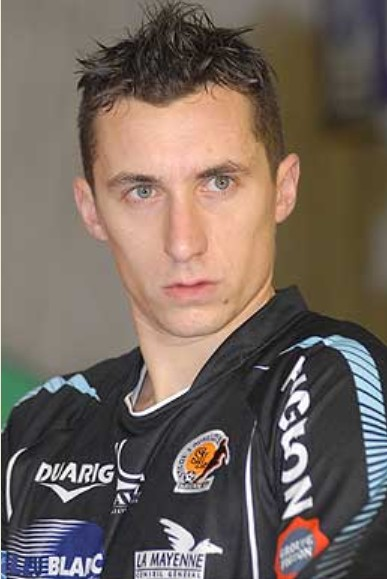
Arnaud Balijon sous le maillot du Stade lavallois en 2008.

Laissé libre par les dirigeants rémois, il dispute le 1er juin 2006 un match amical avec une sélection de l'UNFP face aux remplaçants de l'équipe de France, qui prépare sa Coupe du Monde à Lens. Face à Cissé, Trezeguet et Ribéry, il multiplie les prouesses et attire l'œil de plusieurs clubs (Sète, Ajaccio, Dijon et quelques clubs étrangers). Il opte pour le Stade lavallois, relégué en National, qui lui avait été recommandé par Mickaël Buzaré, son coéquipier avec la sélection de l'UNFP. Balijon signe un contrat d'un an en faveur du club mayennais. « J'avais repoussé les offres des clubs de L2 qui cherchaient une doublure. Je me sens trop jeune pour l'étranger. Et, le challenge de Laval me plaisait. Je suis soulagé. Je voulais quitter Reims car je ne jouais pas assez. Mais, je voulais partir de moi-même. Quand on ne vous garde pas, c'est une déception ». Il est un temps en concurrence avec Fabrice Catherine avant le départ de celui-ci à la fin du mercato d'été.
Très demandé au terme de sa première saison, Balijon resigne néanmoins un contrat d'un an. De même l'année suivante où il est élu deuxième meilleur joueur de la saison par les supporters Tango, alors que son ancien club, le Stade de Reims, le sollicite. Il prolonge donc jusqu'en 2011. En 2009, il est élu dans l'équipe-type de la saison en National. En début de saison 2009-2010, Balijon se blesse gravement au genou mais conserve sa place de titulaire à son retour. Il franchit un cap en 2012, finissant la saison en trombe, en étant décisif à plusieurs reprises. À l'été 2012, installé dans les buts du Stade lavallois depuis six saisons et après avoir prolongé jusqu'en 2013, Arnaud Balijon est proche de rejoindre l'ESTAC, promu en Ligue 1. Lors de la saison 2012-2013, il est avec Pierre Talmont l'un des deux délégués syndicaux de l'UNFP au sein du Stade lavallois.
« Gros travailleur », promu vice-capitaine par Philippe Hinschberger en 2011 et devenu un leader naturel de vestiaire chez les Tango, Balijon deviendra en avril 2013 l’un des sept joueurs les plus capés de l’histoire de Laval. En janvier 2020, il est désigné dans le onze type de la décennie par la rédaction sportive de Ouest-France Laval.
Dans un mémoire publié en 2019 par une étudiante en journalisme, il reconnait avoir lié de réelles amitiés avec des journalistes durant sa carrière : « J’ai toujours été bien avec eux. Plutôt de très bonnes relations avec les journalistes, j’en ai même fait des potes ». Cette proximité, poursuit-il, lui permit d'obtenir des papiers « plus cool » lorsqu'il était moins performant, et « dithyrambique » quand il faisait « des gros matches ». Évoquant sa période à Laval, il admet qu’un journaliste était tellement proche du club qu’il n’avait plus la capacité d’émettre un jugement négatif : « Moi j’en connais un à Laval, ça fait des années qu’il est là-bas, il connait tout le club par cœur, et lui par contre ce qui m’étonne c’est qu’il a une super relation avec le club, il est amoureux du club, il connait le club par cœur, il est très proche des dirigeants et tout ça et il est jamais piquant même quand ça va pas ». Susceptible face aux commentaires négatifs, trouvant les journalistes régionaux généralement trop « piquants » dans leur jugement des matches, il dit essayer d'apporter sa réponse sur le terrain et n'hésite pas à couper tout contact avec les médias si ceux-ci se montrent trop critiques.
Bon client pour la presse, ses analyses tactiques d'après-match font parfois tousser les dirigeants lavallois, comme en avril 2012 lorsqu'au soir d'une défaite à Guingamp il n'hésite pas à parler d'un manque de « dynamique mentale » et d'une absence de « fil conducteur » au club. S’ils sont libres de leurs paroles, les footballeurs doivent en assumer les conséquences. Les dérapages sont rares mais ils existent et les répercussions peuvent être multiples. Arnaud Balijon en a fait les frais. « À Laval, j’ai joué longtemps là-bas, j’avais une très bonne image et puis bon il y a eu des choses qui n’ont pas été correctes vis-à-vis de moi de la part du club. J’ai rien dit pendant un long moment, c’est monté et puis un jour en conférence de presse, j’ai lâché des informations sur mon avenir que j’aurais pas dû lâcher à ce moment-là et ça a été très mal pris de la part du président ». Dès lors, ses relations avec le président se sont tendues.

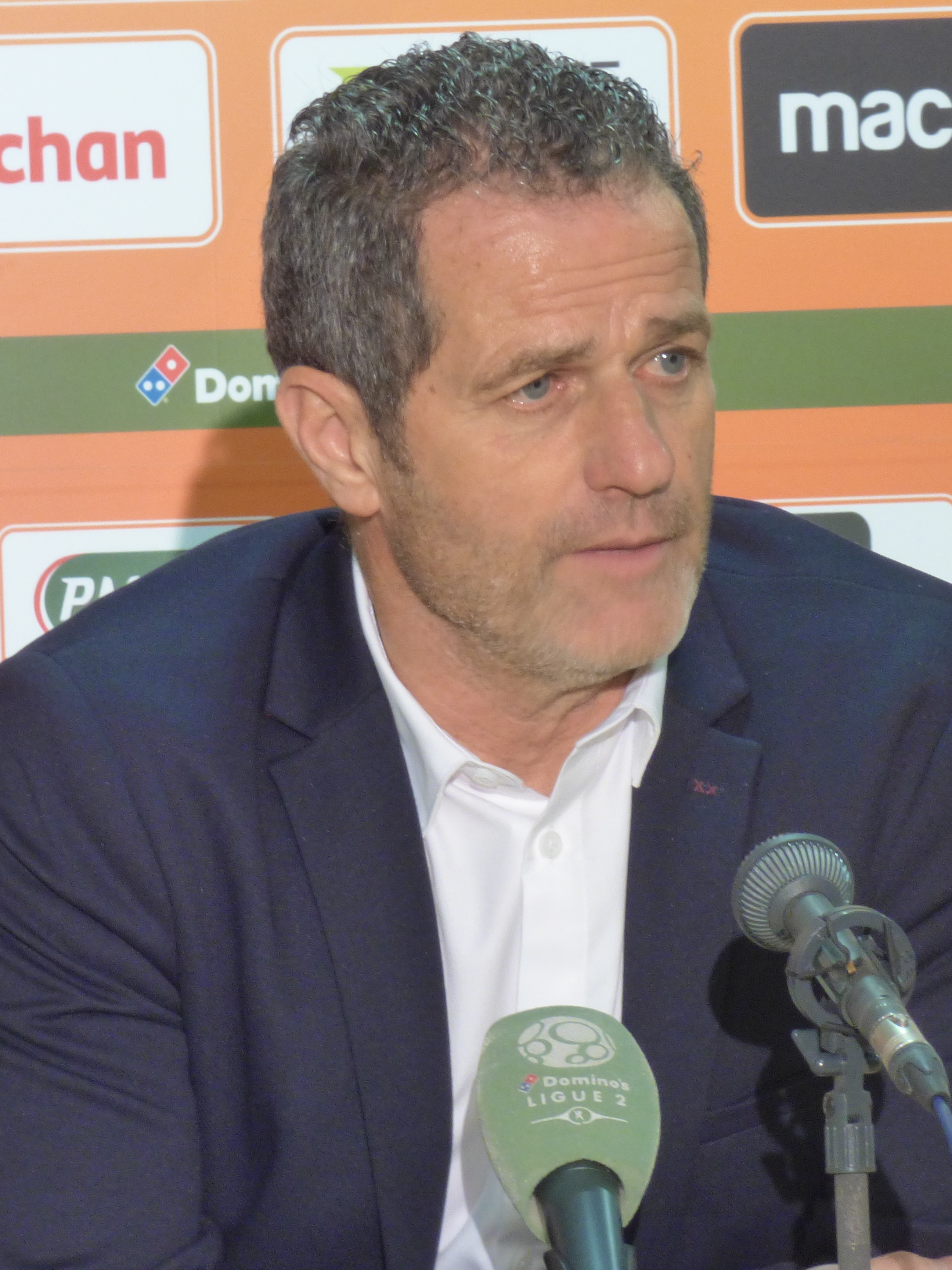
Philippe Hinschberger est l'entraîneur de Balijon pendant 6 ans, mais leur belle collaboration se termine par un règlement de comptes cinglant.

En mai 2013, le maintien acquis mais ayant été informé du non-renouvellement de son contrat à l'issue de la saison, il déclenche une polémique en mettant en cause dans la presse le président Philippe Jan, accusé de d'ébruiter des « choses scandaleuses » sur la vie du groupe, et d'avoir dit de Balijon qu'il était « l'un des gardiens les plus surcotés de Ligue 2 ». Il remet également en cause le management du coach, qu'il décrit comme « un capitaine de navire laissant son équipage et les passagers » et effectuant « un vrai travail d'isolement », le tout conduisant à « l'autogestion » du groupe pro. Sa conclusion est sans appel :

« On peut dépenser moins et être compétitif. Mais à Laval, on veut juste dépenser moins, étant persuadé qu'on est plus intelligent que les autres puisque ça avait fonctionné à peu près bien jusque-là. »

— Arnaud Balijon, Ouest-France, 27 mai 2013
En réponse, Philippe Hinschberger reproche à son vice-capitaine, deuxième plus gros salaire de l'effectif, de manquer à son devoir de réserve, et rappelle qu'il « n'a eu de cesse de s’épancher dans la presse sur le niveau de ses coéquipiers et de l’équipe, au lieu d’avoir un discours fédérateur et rassembleur ». Il déplore en outre son « égo surdimensionné », mais lui souhaite « bon vent » dans son futur club, précisant non sans ironie qu'il restera « très attentif à son évolution avec un coach digne de ce nom, professionnel et bon manager ».

### Une longévité remarquable (2013-2023)
Arrivé en fin de contrat en 2013 et non reconduit par Laval qui souhaite introniser Mike Vanhamel comme numéro 1, il rejoint le FC Istres après s'être entraîné avec l'UNFP puis avec l'équipe réserve du LOSC Lille. Le gardien de 30 ans signe pour la saison 2013-2014 avec le club provençal,. Titulaire depuis le début de saison, Balijon doit céder sa place à la fin de l'année 2013 en raison de problèmes aux vertèbres cervicales, avant de retrouver ses cages. De retour à Le Basser en février 2014, il voit son club s'imposer 4 buts à 3, une défaite lavalloise qui précipite le limogeage de son ancien entraîneur Philippe Hinschberger, avec lequel il est resté en conflit ouvert. Balijon réagit publiquement en se désolant de la « gestion catastrophique » de Philippe Jan, qui selon lui « fai(t) des économies pour les donner à son coach quand il se fait virer », et apporte son soutien aux supporters et aux bénévoles lavallois. En fin de saison, Istres est relégué en National, et Philippe Hinschberger se rappelle au bon souvenir de Balijon, lui envoyant un texto où il se réjouit de la descente du FC Istres, ajoutant que « dans le sport il faut fermer sa gueule sinon le bâton revient fort ».
Promu en Ligue 2 en 2014, l’US Orléans fait appel à Balijon, qui compte plus de 200 matchs de L2 et reste dans cette division malgré la relégation en National de son club d'Istres. Balijon signe un contrat de deux ans comme doublure de Thomas Renault. Lors de la saison 2014-2015, il est avec Julien Delonglée l'un des deux délégués syndicaux de l'UNFP au sein de l'US Orléans. Titulaire à 6 reprises durant la saison, il ne suivra pas son club en National.

« Marqué à vie » par le Red Star, Balijon y a vécu le meilleur comme le pire.

En juin 2015, il rejoint le Red Star, club promu en Ligue 2, pour devenir la doublure de Vincent Planté. Il ne garde son costume de remplaçant que lors des cinq premières rencontres. Alors que les Audoniens encaissent but sur but (10 en cinq matches), Balijon est sorti du banc au soir de la sixième journée. Il ne laisse plus sa place, enchaînant 13 clean sheets, et permettant à son club de passer de la 19ème à la 5ème place. Le 22 avril 2016, lors d'un match contre le FC Metz de Philippe Hinschberger, il est victime d'une rupture du tendon d'Achille qui l'éloigne des terrains pendant 16 mois : alors qu'il s'apprêtait à sortir aux devants de Christian Bekamenga, il glisse et se tient tout de suite la jambe. Le Camerounais en profite alors pour ouvrir le score. La saison 2015-2016 de Balijon est néanmoins l'une des meilleures de sa carrière, et il est nommé parmi les 4 meilleurs gardiens de Ligue 2 pour les Trophées de l'UNFP fin avril 2016. Opéré le 2 mai 2016, grâce à une cagnotte mise en place par ses coéquipiers et à laquelle participe également son club, il passe trois semaines de rééducation à Saint-Raphaël dans le Var en août. En raison d'une mauvaise cicatrisation, une nouvelle opération est nécessaire : le 4 novembre 2016, il bénéficie d'une greffe de tendon. Cet accident de travail est une « catastrophe » à ce moment précis de sa carrière. « Je faisais l’une de mes plus belles saisons. J’avais des propositions exceptionnelles, sportivement et économiquement, les meilleures de ma carrière ». Donné perdu pour le foot, il découvre en lui des ressources mentales qu'il ne soupçonnait pas. Dans cette épreuve, le club lui maintient sa confiance. Les efforts qu'il doit fournir pour revenir au haut niveau, le soutien de ses kinés, de son chirurgien et de son entraîneur Faouzi Amzal, lui laissent une trace indélébile, à tel point qu'il se dira « marqué à vie » par le Red Star. Lors de la saison 2016-2017, durant laquelle il ne peut disputer la moindre minute du fait de sa longue convalescence, il est délégué club de l'UNFP au sein du Red Star FC. Il ne fait son retour sur le terrain qu'à l'été 2017, à l'occasion d'un match de Coupe de la Ligue où il s'illustre en stoppant deux tirs au but, offrant ainsi la qualification à son équipe, fraîchement reléguée en National.
En janvier 2018, alors qu'il avait retrouvé sa place de titulaire depuis mi-novembre, il signe au Havre Athletic Club pour une saison et demie, retrouvant ainsi la Ligue 2. Il arrive comme joker médical de Yohan Thuram, contre une indemnité de transfert estimée à 50 000€.
Non renouvelé par son club, Arnaud Balijon signe au GFC Ajaccio le 19 juillet 2019. Il est titulaire lors du premier match de son club le 9 août et fait partie des trois cadres de l'équipe, avec Filippi et Pollet.
Après deux saisons au GFC Ajaccio, dont une en National 2, il rejoint le FC Bastia-Borgo en 2021. Titulaire indiscutable, il brille encore à bientôt 39 ans, dans une équipe pourtant en grande difficulté, qui reste tout au long de la saison dans la zone de relégation, terminant avec l'une des pires défenses de National 1. Au total, il a figuré 11 fois dans le « Top arrêts » des gardiens de National 1 récompensés par la FFF, ce qui fait de lui le deuxième gardien le plus décisif de la division.

## Statistiques
Ce tableau présente les statistiques d'Arnaud Balijon,,,.
| Saison                | Club                  | Championnat           | Championnat | Championnat | Coupe nationale | Coupe nationale | Coupe de la Ligue | Coupe de la Ligue | Total | Total |
| Saison                | Club                  | Division              | M.          | B.          | M.              | B.              | M.                | B.                | M.    | B.    |
| 2001-2002             | Stade de Reims        | National              | 12          | 0           | -               | -               | -                 | -                 | 12    | 0     |
| 2002-2003             | Stade de Reims        | Ligue 2               | 4           | 0           | 1               | 0               | -                 | -                 | 5     | 0     |
| 2003-2004             | Stade de Reims        | National              | 35          | 0           | 3               | 0               | 1                 | 0                 | 39    | 0     |
| 2004-2005             | Stade de Reims        | Ligue 2               | 19          | 0           | -               | -               | 1                 | 0                 | 20    | 0     |
| 2005-2006             | Stade de Reims        | Ligue 2               | 4           | 0           | 2               | 0               | -                 | -                 | 6     | 0     |
| Sous-total            | Sous-total            | Sous-total            | 74          | 0           | 6               | 0               | 2                 | 0                 | 82    | 0     |
| 2006-2007             | Stade lavallois       | National              | 38          | 0           | 3               | 0               | -                 | -                 | 41    | 0     |
| 2007-2008             | Stade lavallois       | National              | 37          | 0           | 2               | 0               | 3                 | 0                 | 42    | 0     |
| 2008-2009             | Stade lavallois       | National              | 38          | 0           | -               | -               | -                 | -                 | 38    | 0     |
| 2009-2010             | Stade lavallois       | Ligue 2               | 29          | 0           | 3               | 0               | 2                 | 0                 | 34    | 0     |
| 2010-2011             | Stade lavallois       | Ligue 2               | 31          | 0           | -               | -               | 2                 | 0                 | 33    | 0     |
| 2011-2012             | Stade lavallois       | Ligue 2               | 38          | 0           | 3               | 0               | 1                 | 0                 | 42    | 0     |
| 2012-2013             | Stade lavallois       | Ligue 2               | 32          | 0           | -               | -               | 2                 | 0                 | 34    | 0     |
| Sous-total            | Sous-total            | Sous-total            | 243         | 0           | 11              | 0               | 10                | 0                 | 264   | 0     |
| 2013-2014             | FC Istres             | Ligue 2               | 22          | 0           | 1               | 0               | -                 | -                 | 23    | 0     |
| Sous-total            | Sous-total            | Sous-total            | 22          | 0           | 1               | 0               | -                 | -                 | 23    | 0     |
| 2014-2015             | US Orléans            | Ligue 2               | 7           | 0           | 3               | 0               | 1                 | 0                 | 11    | 0     |
| Sous-total            | Sous-total            | Sous-total            | 7           | 0           | 3               | 0               | 1                 | 0                 | 11    | 0     |
| 2015-2016             | Red Star FC           | Ligue 2               | 30          | 0           | -               | -               | -                 | -                 | 30    | 0     |
| 2016-2017             | Red Star FC           | Ligue 2               | -           | -           | -               | -               | -                 | -                 | 0     | 0     |
| 2017-2018             | Red Star FC           | National              | 5           | 0           | -               | -               | 2                 | 0                 | 7     | 0     |
| Sous-total            | Sous-total            | Sous-total            | 35          | 0           | -               | -               | 2                 | 0                 | 37    | 0     |
| 2017-2018             | Le Havre AC           | Ligue 2               | 12          | 0           | -               | -               | -                 | -                 | 12    | 0     |
| 2018-2019             | Le Havre AC           | Ligue 2               | 8           | 0           | -               | -               | -                 | -                 | 8     | 0     |
| Sous-total            | Sous-total            | Sous-total            | 20          | 0           | -               | -               | -                 | -                 | 20    | 0     |
| 2019-2020             | GFC Ajaccio           | National              | 5           | 0           | -               | -               | 2                 | 0                 | 7     | 0     |
| Sous-total            | Sous-total            | Sous-total            | 5           | 0           | -               | -               | 2                 | 0                 | 7     | 0     |
| Total sur la carrière | Total sur la carrière | Total sur la carrière | 406         | 0           | 21              | 0               | 17                | 0                 | 444   | 0     |

## Palmarès
Arnaud Balijon est champion de National en 2004 avec le Stade de Reims puis en 2018 avec le Red Star, et vice-champion en 2002 puis en 2009 avec le Stade lavallois.

## Vie personnelle
Il est un admirateur enthousiaste d'Iker Casillas, ancien gardien emblématique du Real Madrid, en qui il voit un modèle et qu'il considère comme « le meilleur gardien du monde ».
Dès son arrivée à Reims en 2000, il poursuit, « en cachette », ses études à l’université, filière STAPS (activités physiques et sportives). Mais il est démasqué l’année suivante par son entraîneur qui lui demande de choisir. « Au fond, il est soulagé : le rythme devenait insoutenable », écrira L'Humanité Dimanche dans son portrait en 2016. Plus tard, il reprendra ses études, par correspondance.
Titulaire d'un DEUST en gestion d'organisations sportives, fan de Miami et de basket US, il est en outre un lecteur fidèle du Canard enchaîné et du Monde.
Il est en couple avec Valentina Oliveira, de nationalité brésilienne, et père d'un petit Ayrton, né le 1er avril 2021 à Ajaccio.